# محمد بيرثي
محمد بيرثي (بالفرنسية: Mohamed Berthé)‏ هو لاعب كرة قدم فرنسي في مركز الدفاع، ولد في 12 سبتمبر 1972. لعب مع باريس سان جيرمان وريث روفرز وزولته فاريجيم وسيركل بروج ونادي بورنموث ونادي تامبون ونادي جازيليك أجاكسيو وهارت أوف ميدلوثيان ووست هام يونايتد.